# Spilosoma mysolica
Spilosoma mysolica är en fjärilsart som beskrevs av Rothschild. Spilosoma mysolica ingår i släktet Spilosoma och familjen björnspinnare. Inga underarter finns listade i Catalogue of Life.